# イオン松江ショッピングセンター
イオン松江ショッピングセンター（イオンまつえショッピングセンター）は、島根県の松江市に立地するショッピングセンター。
敷地はかつての片倉工業松江工場の跡地であり、開業後も同社が施設を所有する。

## 概要
1994年（平成6年）5月1日、マイカル松江が運営する「松江サティ」として開業した。
松江サティの開業により、ジャスコ松江店を核店舗とする商業施設「ピノ」や松江やよいデパートなどといった近隣商業施設との間で競合状態が発生したが、これら既存施設はのちに売り上げの減少に伴い閉店した。2011年（平成23年）3月、マイカルがイオンリテールに吸収されたことにより施設名を「イオン松江ショッピングセンター」、核店舗名を「イオン松江店」にそれぞれ改称した。
2020年（令和2年）4月にイオン松江店がイオンスタイル松江に業態転換した。2024年（令和6年）4月26日にイオンスタイル松江のリニューアルが行われ、産地直送売場の設置や冷凍食品売場の拡大が行われた。専門店街の一部も同時にリニューアルされた。
- 松江サティ時代（2009年）

## 沿革
- 1994年（平成6年）5月1日 - 松江サティとして開業[1]。
- 2008年（平成20年）9月27日 - 増床リニューアルオープン。
- 2011年（平成23年）3月1日 - イオングループ全体の店舗ブランド変更に伴い、施設名をイオン松江ショッピングセンターに、核店舗名をイオン松江店にそれぞれ改称。
- 2013年（平成25年）11月1日 - 管理・運営がイオンモール株式会社に移行。
- 2020年（令和2年）4月24日 - 核店舗のイオン松江店がイオンスタイル松江に業態転換。管理・運営がイオンリテールに戻る。
- 2024年（令和6年）4月26日 - イオンスタイル松江及び専門店街の一部がリニューアル[3]。
- 2025年（令和7年）
  - 1月12日 - 松江東宝5を閉館[4][5]。
  - 7月18日 - イオンシネマ松江が開館[4][6]。

## 主なテナント
イオンスタイル松江を核店舗に約100の専門店テナントが出店している。
出店テナント全店の一覧・詳細情報は公式サイト「ショップリスト」を、営業時間およびATMを設置している金融機関の詳細は公式サイト「インフォメーション」を参照。

### 映画館

#### 松江東宝5
松江東宝5（まつえとうほうファイブ）は、東宝グループの関西共栄興行が運営していた5スクリーン・786席を備える映画館。
座席数はシアター1が142席、シアター2が143席、シアター3が164席、シアター4が219席、シアター5が118席である。音響設備はシアター3がDTSに、シアター4がサラウンドEXにそれぞれ対応する。
沿革
1994年（平成6年）5月1日、松江サティ開業と同時に県内初のシネマコンプレックス松江SATY東宝（まつえサティとうほう）として開館。当時マイカルはワーナー・ブラザースと合弁で各地のサティなどに「ワーナー・マイカル・シネマズ」を開館させていたが、本館は当初東宝との合弁会社「サティ東宝株式会社」によって展開。翌年にはマイカルの手を離れて関西共栄興行の運営となった。
サティがイオンに転換した翌年の2012年（平成24年）9月1日には松江東宝5に改称した。
2024年（令和6年）、運営会社の関西共栄興行は、契約更新をめぐりイオンリテールとの合意ができなかったとして、閉館を発表。その後、閉館日が2025年（令和7年）1月12日に決定された。
閉館当日には10作品が上映され、映画館の入口付近などに過去の上映作などの映画チラシ約400枚が展示された。当館の閉館により関西共栄興行が運営する映画館は消滅し、法人自体も同年中に解散の運びとなった。
特徴
「港町キネマ通り」の取材によると、客層は中高年、特に高齢者の観客が多く、これに関して取材を受けた劇場スタッフは、駅から近い立地のため年配者でも足を運びやすいことが強みと述べている。一方、夏休みなどの長期休暇中はファミリー層や学生も増え、子供会の映画鑑賞会が催されることもあった。
今日シネマコンプレックスは全席指定席となっていることが殆どだが、かつては人気映画の上映の際、立ち見があったとされる。また、座席はスタジアムシートではなくワンスロープ式となっていた。

#### イオンシネマ松江
イオンシネマ松江（イオンシネマまつえ）は、イオンエンターテイメントが運営するイオン松江ショッピングセンターの映画館。
松江東宝5の跡地をイオングループ傘下のイオンエンターテイメントが継承し、同社にとって山陰地方初進出となる。同社にとって他社の劇場跡への出店はイオンシネマ新青森に次ぐ2例目となった。
設備面を中心に大幅に改装され、音響面ではPowersoft製のアンプを使用し、日本初となる同社製パッチを使用したドルビーアトモスを、映像面ではBarco製レーザープロジェクターとStrong MDI製スクリーンを導入し、またワンスロープ式だった座席に段差を設ける。

## アクセス
- JR松江駅下車。
  - 南口から550 m・徒歩7分[16]。
    - バスを利用する場合、北口のバスターミナルより松江市バスの竹矢行き、八重垣神社行き、平成町車庫行き、南循環線外回りのいずれかに乗車し「イオン松江店前」下車[16]。バスの運行時刻表は公式サイト「バスでお越しのお客さま」を参照。

## 周辺施設
- 松江中央郵便局
- 松江駅
  - シャミネ松江店
- 松江市立第三中学校